# USS Iwo Jima (CV-46)
USS Iwo Jima (CV-46) byla nedokončená letadlová loď třídy Essex Námořnictva Spojených států, jejíž stavba byla zahájena v roce 1945.
Pojmenována byla podle strategického ostrova Iwodžima v Tichém oceánu, kde začátkem roku 1945 proběhla jedna z významných bitev druhé světové války. Její stavba byla zahájena 29. ledna 1945 v loděnicích Newport News Shipbuilding v Newport News ve Virginii, mělo se jednat o 25. jednotku třídy Essex. Dne 12. srpna 1945, na konci druhé světové války, však došlo ke zrušení stavby dvou letadlových lodí této třídy, Iwo Jimy a Reprisalu. Nedokončený trup Iwo Jimy byl následně sešrotován.